# Luci Antoni Saturní
Luci Antoni Saturní (en llatí Lucius Antonius Saturninus) va ser un usurpador del tron imperial romà.
Era governador de la Germània Superior en el regnat de Domicià i es va revoltar per motius personals l'any 91. Una sobtada pujada del nivell del Rin va impedir a Saturní de rebre ajut dels germànics, amb els que s'havia aliat, i Luci Appi Màxim, general de Domicià, el va derrotar fàcilment. El general vencedor va cremar les cartes de Saturní per no implicar a ningú més a la revolta, però Domicià no va ser tan magnànim i va fer executat a diversos sospitosos i, segons algunes fonts, al mateix Saturní, i va exhibir els seus caps a la Rostra de Roma.